# デルタ II
デルタ II（デルタツー）は、アメリカ合衆国の人工衛星打ち上げ用使い捨てロケット。開発及び初期の製造はマクドネル・ダグラスが行なった。デルタロケットシリーズのロケットであり、1989年から2018年まで運用された。デルタIIロケットにはデルタ6000、デルタ7000とその2種類の派生型デルタ7000（ライトおよびヘビー）がある。
デルタ IIは、マクドネルダグラスに次いで、ボーイング・インテグレイテッド・ディフェンス・システムズが製造を行い、2006年12月1日以降はユナイテッド・ローンチ・アライアンス (ULA) が製造した。運用末期には、ULAがアメリカ政府向けの製造を担当し、ボーイング・ローンチ・サービシーズ (BLS) は民生・商業用途の製造を担当していた。

## 歴史
全てのアメリカ合衆国の使い捨てロケットはスペースシャトルの就役によって一度廃止されたが、1986年のチャレンジャー号爆発事故によりデルタロケットも含めて、使い捨てロケットの開発が再開された。
デルタIIはGPSブロックIIシリーズの衛星の打ち上げに最適化した設計だった。GPS衛星以外の打ち上げも行なっており、デルタIIは運用終了までに多くの宇宙探査機の打ち上げに成功し、その中にはいくつかのNASAの火星探査機も含まれている。
- マーズ・グローバル・サーベイヤー 1996年
- マーズ・パスファインダー 1996年
- マーズ・クライメイト・オービター 1998年
- マーズ・ポーラー・ランダー 1999年
- 2001マーズ・オデッセイ 2001年
- マーズ・エクスプロレーション・ローバー（MER-A, スピリットとMER-B, オポチュニティ）2003年
- マーズ・フェニックス着陸機 2007年

デルタIIの組み立ては2008年時点においてアラバマ州Decatur、テキサス州ハッティントン、カリフォルニア州サンディエゴ、コロラド州デンバーで行われた。

## 機体の詳細
デルタIIは1度しか使用されない使い捨てロケットである。デルタIIロケットの構成は以下の通りである。
- 1段目: ロケットダインのRS-27液体燃料ロケットエンジン1基を装備、推進剤としてRP-1と液体酸素を用いている。1段目の容積の大部分は、この推進剤・酸化剤タンクである。
- 固体燃料補助ロケット: 離床初期の2分間の推力増強用に用いられる。中重量以上の打上げ構成の際のデルタIIは、これを9基（6基は地上で点火、3基は飛行中に点火）備えている。軽重量機種の打上げ構成の際は3基又は4基用いる。
- 中間段: 1段目と2段目の間にスペーサーがある。これの製造には、1999年から摩擦攪拌接合法が使用されている。
- 2段目: 自己着火性推進剤である四酸化二窒素/エアロジン-50を酸化剤/推進剤として用いている。エアロジェット製のAJ10-118Kロケットエンジンが用いられており、低軌道へ投入する為に1回もしく数回燃焼する。この推進剤は腐食性が強い為、1度燃料タンク内に注入した場合、約37日以内で打ち上げる必要あり、打ち上げられなかった場合は再整備または交換を行なう必要がある[6]。この段には飛行制御の為に機体の"頭脳"である慣性誘導装置が搭載されている。
- 3段目: 地球周回軌道から脱出して火星等の他天体を目指す場合は、オプションとしてATK-チオコール製の固体燃料ロケットモーターを3段目に用いる。通常構成のデルタIIは、2段式で運用され、地球周回軌道への衛星投入に使用される。3段目は燃焼終了後に、宇宙機と切り離される。2段目までに誘導制御が行われるため、3段目は能動的な誘導制御機構を有せず、スピン安定のみを用いている。多くの宇宙機は、3段目の安定に必要とされたほどの高回転数による安定を必要としていないため、宇宙機を分離する前にヨーヨーデスピン機構により回転速度を減らされる。
- ペイロード・フェアリング:薄い金属または複合材によるペイロードフェアリングにより、打ち上げ時に地球大気から宇宙機を保護する。

命名規定
デルタIIシリーズは4桁で仕様を表記される。
- 1桁目は6または7のどちらかで、6000-または7000-シリーズのデルタロケットを示す。1段目に延長型タンクとRS-27エンジンとセントール上段ロケットとIVA固体燃料補助ロケットを備えた6000-シリーズは1992年に最終機が打ち上げられた。後継の7000-シリーズはRS-27Aを備え、長いノズルと高膨張比で高高度における性能が向上し、GEM（グラファイト・エポキシ・モータ）を備える。GEMは大型の複合材製の容器に収められ、鋼鉄製の容器のキャスターよりも軽量化された。さらに2基のLR101-NA-11バーニアエンジンによって1段目の誘導を行う。
- 2桁目は固体燃料ロケットの数を示し、通常9基の固体燃料ロケットを使用する。場合によっては6基あるいは最小3基のロケットが打ち上げに使用される。3基または4基の補助ロケット使用時は、離床時に全て点火される。
- 3桁目は2段目にAJ10エンジン使用する場合、2を用いる。このエンジンは複雑な任務のために再着火可能である。デルタ6000シリーズのみ異なるTR-201エンジンを使用した。
- 4桁目は3段目を示す。0の場合、3段目は無い。5の場合ペイロード・アシスト・モジュール (PAM) としてStar 48B固体燃料モーターが使用され、6の場合はStar 37FMモーターが使用される。

一例としてデルタ7925は延長型の1段目と9基のGEM補助ロケットと3段目にPAMを備える。デルタ7320は2段式で3基の補助ロケットを備える。
- デルタ II-ヘビーは大型のGEM-46補助ロケットを備え、元々はデルタ IIIとして設計された。これらは79xxHと表記される。

3種類のペイロードフェアリングが使用可能である。基本型はアルミ製のフェアリングで直径が9.5フィートである。10フィートのフェアリングは複合材製で前と後ろが著しくすぼまっている。10フィートのフェアリングは大型のペイロードにのみ使用される。

## 打ち上げの詳細
ロケットの組み立てデルタ IIロケットは発射台上で垂直に組み立てられる。組み立ては1段目を吊り上げて設置する事から始まる。次に、固体燃料ロケットと1段目とを固定し、続いて1段目の上に2段目、さらに上段を固定する。
燃料注入1段目への10,000 USガロン (37,900 L) の燃料の注入に約20分かかる。

## デルタIIの打ち上げ
デルタIIシステムは153回使用された。2007年9月18日までに、デルタIIは75回連続で打ち上げに成功した。これは近代的なロケットの記録である。ツィクロン 2（現在は引退済み）に次いで、信頼性が高いシステムであり、2007年には8機が打ち上げられた。
しかしながら、デルタIIシステムにも常に完全な打上げするわけではない。Koreasat-1の打ち上げは部分的に失敗で、ロケットが衛星を予定外の軌道に投入したが、衛星本体のエンジンで予定した軌道への投入に成功した。
他の失敗として、1997年1月17日、デルタII7925は最初のGPS衛星ブロックIIRを搭載して打ち上げられた。GPS IIR-1は打ち上げてから13秒後に爆発して炎上し、その破片はケープカナベラル空軍基地の第17射場全体に降り注いだ。負傷者は無く、射場も深刻な破壊は無かったが、複数の車両が破壊され、建物が損傷した。これは後に、補助ロケットにおける"17フィートの亀裂"が原因だったとの結論が出た。

### 特筆すべきペイロード
- 2001マーズ・オデッセイ
- CONTOUR
- Dawn
- Deep Impact
- ディープ・スペース1号
- GLAST
- Iridium
- マーズ・クライメイト・オービター
- マーズ・エクスプロレーション・ローバー
- マーズ・グローバル・サーベイヤー
- マーズ・パスファインダー
- Mars Phoenix
- マーズ・ポーラー・ランダー
- MESSENGER
- NEAR
- Jason-2
- Polar
- ROSAT
- スピッツァー宇宙望遠鏡
- STEREO
- Swift
- THEMIS
- USA 193
- WIND
- WISE
- ケプラー
- STSS-ATRR
- ジェネシス

1997年から1998年11月の間にデルタIIは55機のイリジウム衛星を軌道に投入した。

## 退役までの道筋

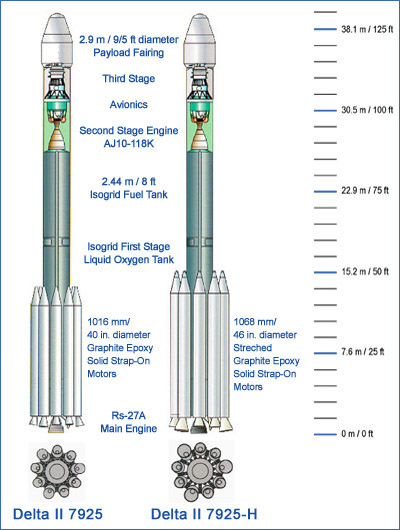
標準型とヘビーデルタ IIの比較

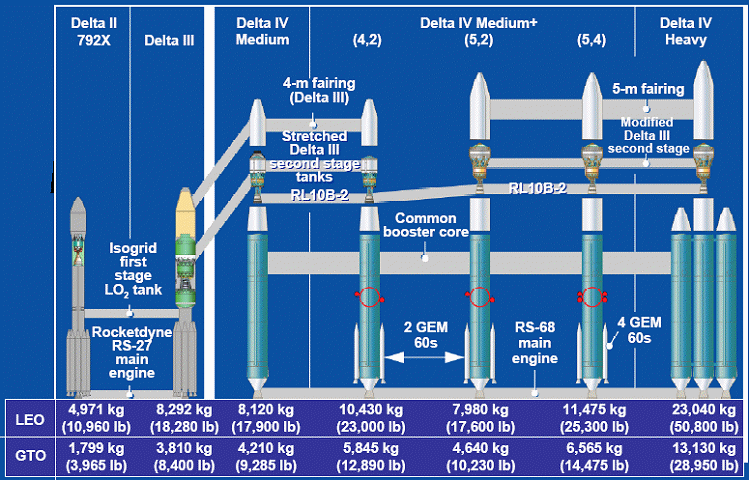
デルタロケットの変遷

2007年のウォールストリート・ジャーナルの記事では、アメリカ空軍がデルタIIロケットの使用を継続しなかった場合に関して推測を行なっており、ゴダード宇宙飛行センターのディレクターを1980年から1982年まで務めたトーマス・ヤングによると"その件に関して人々は心配している"との発言が紹介された。
2008年には、ULAは2011年のデルタIIの打ち上げ終了後にも"約半ダース"の売れ残りのデルタIIを持つことになるだろうと推定された。この件に関してULAの広報担当者は、現在の中規模打ち上げロケットとしてデルタIIシステムの3基のいくつかを変更する契約が空軍と間にあったが終了したと表明した。この空軍との契約では、ケープカナベラルでULAが整備している2つの射場を用いて、デルタIIを40日以内に打ち上げ可能な状態を保つ事が要求されていたが、ULAは2つの射場をいついかなる時も打ち上げられるような状態を維持する事は出来なくなるという見方を示していた。
2009年8月、NASA打ち上げ担当者にデルタIIロケットを現在の計画に追加するかも知れない事を打診した。
2011年9月10日に月探査機GRAILが、同年10月28日に地球観測衛星スオミNPPが打ち上げられ、デルタIIロケットの在庫は残り5機となった。2012年から2013年にかけてこれらの活用が調整され、2017年までにNASAのSMAP (Soil Moisture Active-Passive)、OCO-2、JPSS-1 (Joint Polar Satellite System-1)、ICESat-2の4機の打ち上げに使われることになった。
2018年9月15日、最後のデルタIIによるICESat-2の打ち上げが行われ、デルタIIの運用は終了された。

## 同規模のロケット
- アリアン4（退役）
- ファルコン9
- GSLV
- ソユーズU
- アンタレス - デルタIIの一時的な引退によって生じた空白を埋める為に開発が始まった。